# Regno di Fez
Il Regno di Fez è il nome dato nel Medioevo alla parte settentrionale del Marocco (tra cui tutto il Rif), avendo Fès come capitale.

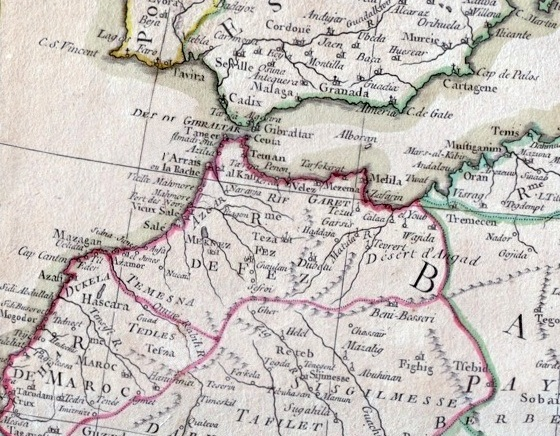
Mappa del Regno di Fès nell'anno 1783, come parte del Marocco sotto il regno degli Alawiti.

Questo era di solito un territorio governato direttamente da un sultano quando la capitale era Fes, e da un viceré quando i sultani avevano la capitale a Marrakesh.
Il territorio del "Regno di Fez" è delimitato dall'Oceano Atlantico a ovest dal fiume Oum Er-Rbia e Alto Atlante a sud, dal Mar Mediterraneo a nord e da altopiani ad est.
Il Regno di Fès sotto gli Idrisidi giocò un ruolo importante nella storia e nella civiltà del Marocco, essendo stata la capitale dello stato idriside e avendo contribuito alla diffusione dell'Islam nel Marocco. Idris I fondò il Regno di Fès degli Idrisidi nell'anno 789 d.C., dopo essere fuggito dal massacro abbaside nella battaglia di Fakhkh. Idris I fondò Fès e la rese la capitale dello stato idriside. Il Regno di Fès degli Idrisidi prosperò sotto il regno di Idris II, durante il quale i confini dello stato si espansero e il commercio e l'industria fiorirono. Dopo la morte di Idris II, suo figlio Muhammad ibn Idris II assunse il potere, ma divise lo stato tra i suoi fratelli, il che portò al suo indebolimento. Nell'anno 927 d.C., il Regno di Fès degli Idrisidi cadde nelle mani degli Omayyadi, che governarono il Marocco per due secoli.
Il termine designa anche il sultanato alawide esistito fra il 1660 ed il 1912, che ebbe Fès come capitale. Mulay Abd al-Hafiz fu l'ultimo sultano a fregiarsi di tale titolo. Attualmente, il Marocco è chiamato Fès nella lingua turca.